# Mauricio Assumpção
Mauricio Assumpção Souza Júnior (Rio de Janeiro, 27 de agosto de 1962 — 6 de junho de 2023) foi um cirurgião-dentista e ex-presidente do Botafogo de Futebol e Regatas, exercendo o cargo de 1.º de janeiro de 2009 a 25 de novembro de 2014. Assumpção foi filiado ao PMDB.

## Atuação fora do futebol
Formado pela Faculdade de Odontologia de Nova Friburgo, além de ser mestre em odontopediatria, especialista em ortodontia e possuir um MBA em Gestão e Marketing Esportivo pela Trevisan Escola de Negócios, sendo a sua última formação iniciada enquanto presidia o Botafogo. Já atuou como professor de diversas disciplinas, com destaque para a Odontopediatria. Foi Coordenador de Ensino e Pesquisa na FONF durante 4 anos e Coordenador de Odontologia do Município de Nova Friburgo. 

## Atuação como presidente do Botafogo

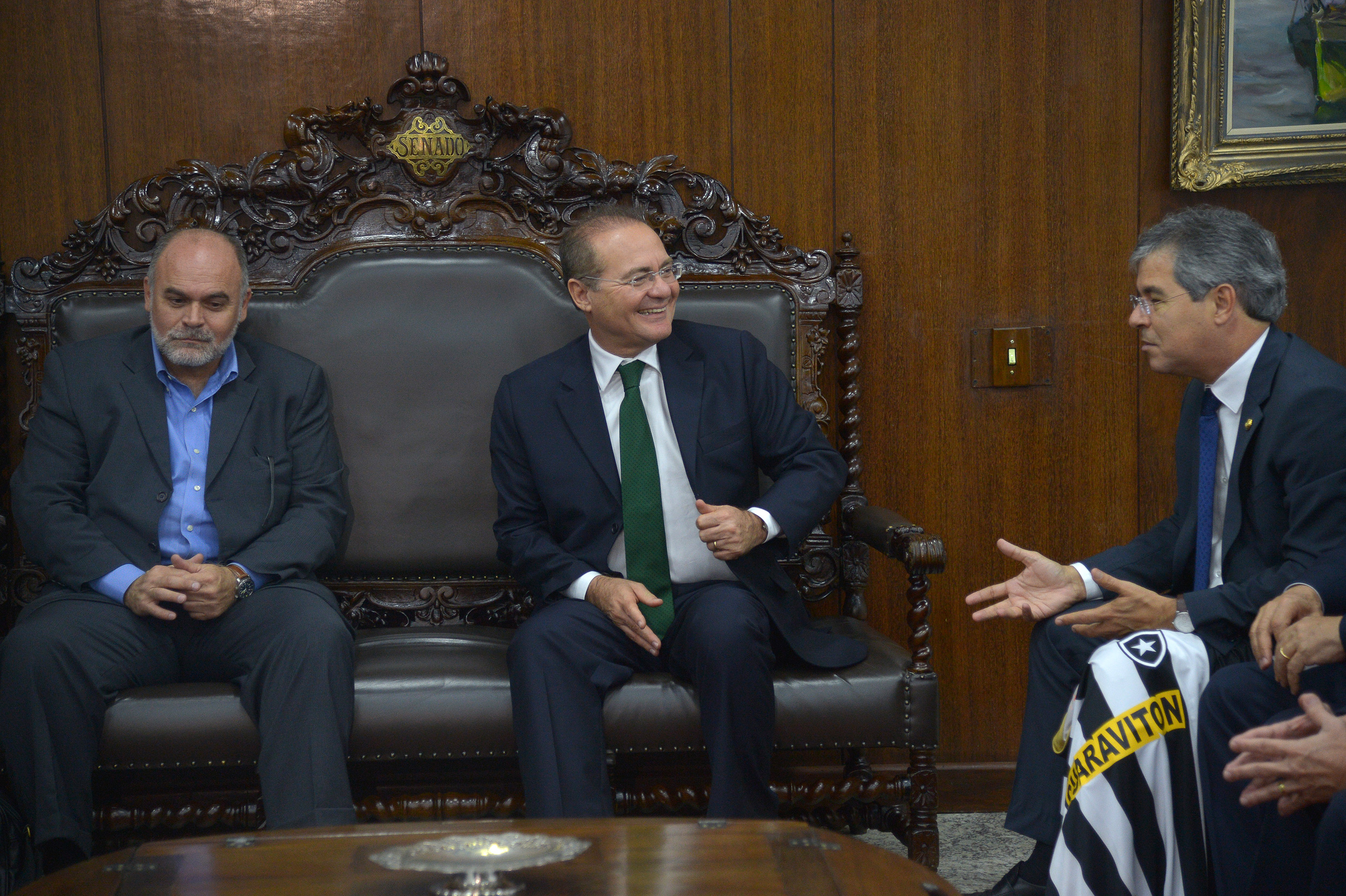
O presidente do Botafogo, Maurício Assumpção, o presidente do Senado, Renan Calheiros, e o senador Jorge Viana em reunião com representantes da União dos Grandes Clubes do Futebol Brasileiro - Clube dos Treze.

Após sua eleição como presidente do Botafogo, Assumpção prometeu reformular todos os departamentos do Botafogo através de um modelo de gestão que se dizia profissional, mas o fim de sua gestão foi marcado por controvérsias e resultados ruins esportivos e financeiros do clube.
Na gestão de Assumpção, a sede social de General Severiano passou por uma série de reformas estruturais, dando mais conforto e opções de lazer ao associado. A fachada do casarão histórico foi revitalizada, assim como o ginásio poliesportivo e a piscina semiolímpica. Também construiu um parque infantil, sauna e uma nova portaria. O complexo socioesportivo recebeu paisagismo e a administração reformou as quadras externas. Ainda construiu, em 2011, o Memorial dos Fundadores, o Túnel do Tempo, o Pavilhão Alvinegro e a Loja Oficial, que deram uma nova cara à sede. Ele reinaugurou, em novembro de 2011, foi reinaugurada a sede do Mourisco Mar, após uma série de reformas. Ele construiu, em 2011, um centro odontológico para atender aos atletas profissionais do time, bem como os jogadores da base alvinegra.

### CT do clube em Marechal Hermes
Entre as principais promessas da gestão de Mauricio Assumpção destacava-se a Escola de Futebol, no lugar do antigo CT de Marechal Hermes. O projeto inicial previa uma reformulação geral do CT, com uma área ainda maior que a atual por conta da cessão de terreno anexo pelo Exército Brasileiro. Enquanto a ocorrem as obras na Escola de Futebol, as quatro categorias de formação (mirim, infantil, juvenil e juniores) treinam no Caio Martins, onde segundo o ex-mandatário, há uma estrutura provisória para abrigar os jovens talentos, com alojamentos, sala de musculação, vestiários e refeitório. Prometeu a construção do CT desde 2009. Nos anos seguintes ratificava a futura construção do CT sempre que o time de futebol do Botafogo passava por momentos de crises. A obra não chegou a ser iniciada na época prevista, que era no 1º semestre de 2011, iniciando em setembro de 2012 com a demolição do local, e que contou com muitos atrasos após o início das obras, com o clube chegando até a receber uma ajuda do então governador do estado, Luiz Fernando Pezão, para que a reforma fosse de fato iniciada. Atualmente, o antigo CT de Marechal Hermes é um local de acúmulo de entulho, onde está crescendo um matagal, devido às obras estarem paradas.

### Administração do Estádio Nilton Santos

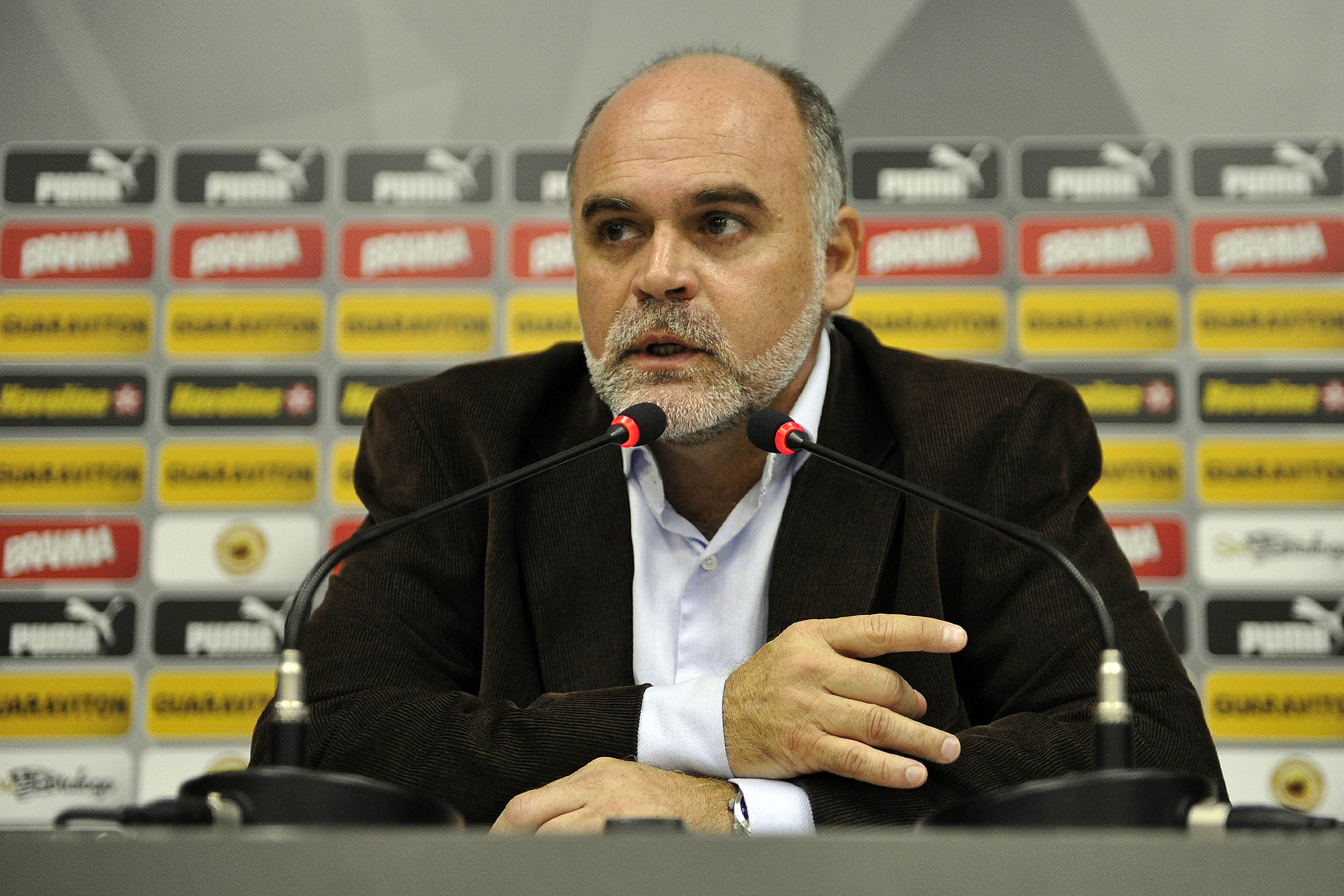
Mauricio Assumpção em entrevista coletiva no ano de 2013.

Na gestão de Assumpção, o clube saltou de um prejuízo de R$ 1,9 milhão em 2009 a um lucro de R$ 7,4 milhões em 2011. O Estádio Nilton Santos, cujo mandante é o Botafogo, é uma das principais arenas esportivas do Rio de Janeiro, caiu no gosto do carioca e ampliou a sua atuação também para grandes eventos musicais. Um bom exemplo é que o Botafogo fechou com a Ambev em 2011 o mais abrangente contrato de patrocínio da história da empresa com um clube de futebol e o maior contrato de patrocínio a um estádio no país. A parceria já rendeu duas modernas salas de imprensa, a qualificação do som e do telão e o apoio na manutenção do gramado, trazendo melhorias para o torcedor e o espetáculo. No entanto, a empresa fez um intervenção muito criticada pelos torcedores do time alvinegro, já que mudou as cores das cadeiras do setor sul do estádio por poltronas vermelhas e brancas, cor alusiva ao Flamengo, um dos maiores rivais esportivos do Botafogo. Em 2013, o contrato foi suspenso com a interdição do estádio.
Fora do âmbito esportivo, 2011 viu a realização de grandes shows internacionais no estádio. Em apresentações de Paul McCartney e Justin Bieber, a operação do estádio foi aprovada por órgãos públicos, imprensa e fãs. Em 2012, houve show de Roger Waters e o Rio Verão Festival.

### Dívidas e saída da presidência

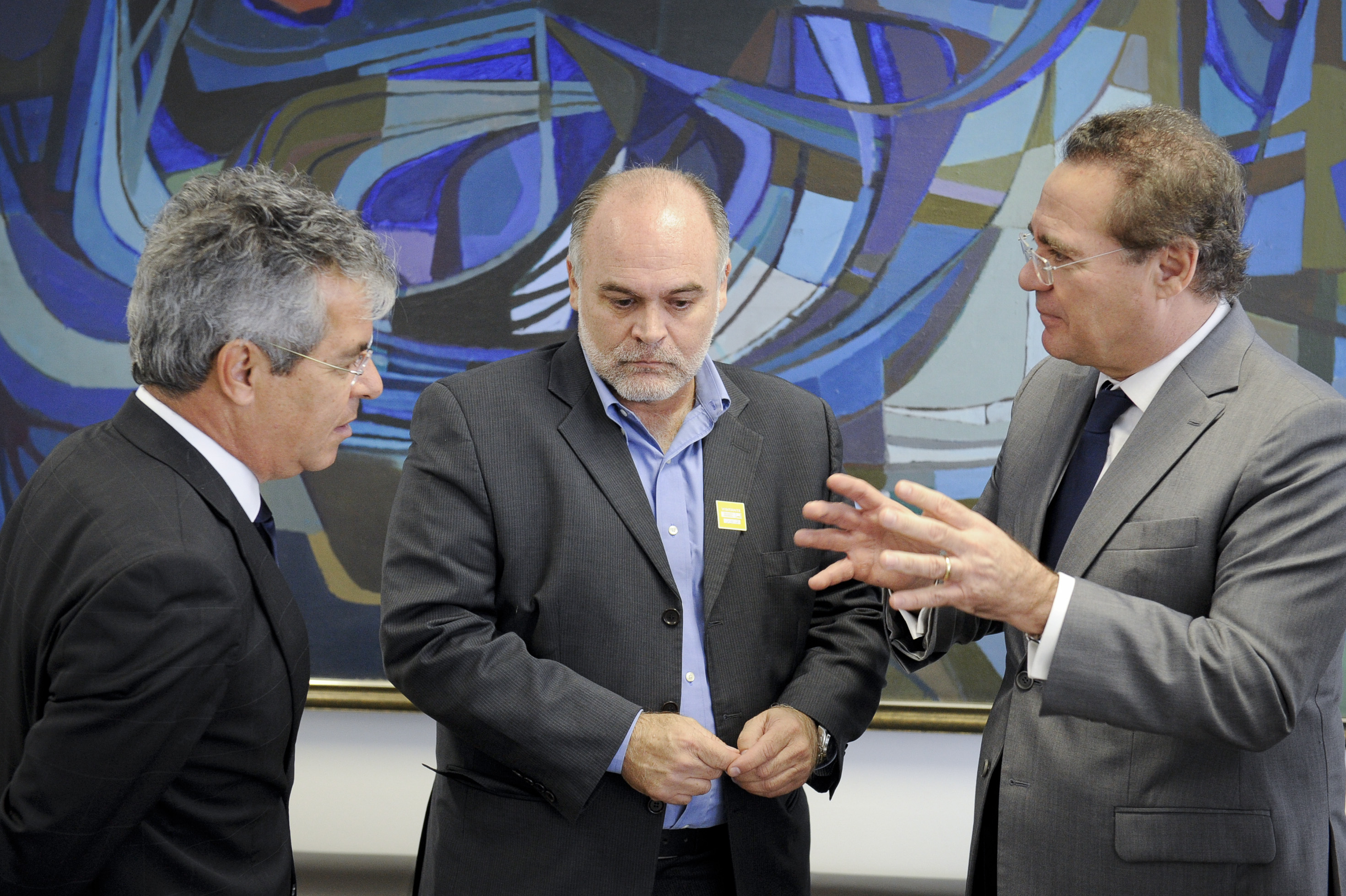
O presidente do Senado, Renan Calheiros (PMDB-AL), recebe o presidente do time Botafogo (ao centro), Maurício Assumpção. À direita, o vice-presidente do Senado, senador Jorge Viana (PT-AC).

Em decorrência de crescentes dívidas e o não cumprimento de diversos compromissos financeiros, o Botafogo foi excluído do Ato Trabalhista em 2013, durante a gestão de Assumpção, por ocultar receitas -- tendo, por consequência, 100% das suas receitas retidas. Em agosto de 2014, o clube mantinha um permanente atraso de três meses de salário e cinco meses de direito de imagem, a todo o elenco do futebol. Também nessa ocasião, Assumpção confessa o não pagamento de impostos durante um período de oito meses. As dívidas do clube triplicaram no período de sua presidência, saltando de R$ 230 milhões para R$ 700 milhões ao fim de seus quase seis anos à frente do Botafogo.
Chegando ao final do ano de 2014, após o segundo rebaixamento do time, ele deixa a presidência do clube, além de conseguir 5% do dinheiro de todo o patrocínio pago pela empresa Viton 44, dona das marcas Guaravita, Guaraviton e Carioquinha, que patrocinou o time de 2010 até o fim daquele ano. Mesmo com a conquista do Campeonato Carioca em 2010 sobre o Flamengo, a volta da convocação de um jogador do time para a seleção brasileira após 16 anos - o goleiro Jefferson, a volta do time à Libertadores após 17 anos e a badalada contratação do holandês Clarence Seedorf, a gestão de Maurício Assumpção é considerada por muitos como a pior da história do Botafogo.
Em agosto de 2016, Maurício foi expulso do quadro social do clube, com base em acusações de improbidade administrativa, prejuízo ao patrimônio do clube, favorecimento a amigos e empréstimo sem destino especificado, entre outras. Assumpção foi reintegrado ao quadro de sócios do Botafogo dois meses antes de sua morte.

## Morte
No dia 6 de junho de 2023, foi confirmada a morte de Mauricio Assumpção, devido a um câncer no sistema linfático.

## Títulos

### Como presidente
Botafogo
- Campeonato Carioca: 2010 e 2013
- Taça Guanabara: 2009, 2010 e 2013
- Taça Rio: 2010, 2012 e 2013